# Francisco Javier Rodríguez
Pour les articles homonymes, voir Francisco Rodríguez et Rodríguez.
Francisco Javier Rodríguez Pinedo, plus connu sous le nom de Francisco Javier Rodríguez et Maza, né le 20 octobre 1981 à Mazatlan, est un footballeur mexicain. Il joue au poste d'arrière avec l'équipe du Mexique et le club de Cruz Azul.

## Carrière

### En club
- 2002-2003 : Chivas de Guadalajara -  Mexique
- 2002-2003 : Tapiato -  Mexique
- 2003-2008 : Chivas de Guadalajara -  Mexique
- 2008-2011 : PSV Eindhoven -  Pays-Bas
- 2011-déc. 2012 : VfB Stuttgart -  Allemagne
- depuis jan. 2013 : Club América -  Mexique

### En équipe nationale
Il fait ses débuts internationaux en février 2004 contre l'équipe du Chili.
Rodríguez participe à la coupe du monde 2006 avec l'équipe du Mexique.

## Palmarès
Chivas de Guadalajara
- Championnat du Mexique
  - Vainqueur (2) : 2006(O), 2008(C)

 PSV Eindhoven
- Trophée Johan Cruyff
  - Vainqueur (1) : 2008

- Mexique
  - Vainqueur de la Gold Cup 2011